# ماتسون تاملین
ماتسون تاملین (به انگلیسی: Mattson Tomlin) (متولد ۱۶ ژوئیه ۱۹۹۰) فیلم‌نامه‌نویس، تهیه‌کننده و کارگردان فیلم است.

## حرفه
او در سال ۲۰۱۸، تاملین فیلم‌نامه پروژه قدرت (۲۰۲۰) را برای نتفلیکس نوشت. او فیلمنامه و تولید فیلم ماهی کوچک (۲۰۲۱) را بر اساس داستان کوتاهی از آجا گابل نوشت. و در سال ۲۰۱۹ زمانی که برای کمک به فیلمنامه فیلم بتمن (فیلم ۲۰۲۲) منتقل شد، مورد توجه قرار گرفت. این فیلم به عنوان راه‌اندازی مجدد سری فیلم‌های بتمن با بازی رابرت پتینسون عمل می‌کند.

## فیلم‌شناسی
- پروژه قدرت (۲۰۲۰) - نویسنده
- ماهی کوچک (۲۰۲۱) - نویسنده و تهیه‌کننده
- مادر اندروید (۲۰۲۱) - نویسنده، کارگردان و تهیه‌کننده
- بتمن (۲۰۲۲) - فیلم‌نامه‌نویس کمکی